# Németország címere

Németország címere

Németország címere (németül Bundeswappen) egy arany színű pajzs, amelyen egy jobbra tekintő, fekete színű sast helyeztek el. A sas csőre és karmai vörös színűek. Ez a színösszetétel, ti. a fekete-vörös-arany a német nemzeti zászló színkombinációjára utal.
A jelkép megtalálható a hadilobogón és az elnök zászlaján is.

## Története
A német címer, az arany mezőben jobbra tekintő fekete és vörös színekkel ábrázolt sas,  a legősibb állami jelképek egyike a világon, és az osztrák szövetségi sas (Bundesadler) mellett, melynek eredete a németével azonos – a legrégebbi ma is használatos európai felségjel. Eredete messze túlnyúlik a nemzetállamok megalakulásának időszakán.
Az antik korban a sast az istenek küldöttjének tekintették. A görög mitológiában a sast Zeusz, a rómaiaknál Iuppiter, a germánoknál pedig Odin főisten megtestesítőjeként tisztelték. Az isteni örökkévalóság mellett a sas bátorságot és erőt is kifejez, melynek okán a sas mindig gyakran jelent meg katonai lobogókon. Kb. Kr. e. 100 óta a sas a római légiók fontos címerállata.
Amikor Nagy Károly 800-ban felújította a római császárságot a Frank Birodalom keretein belül, felvette a sast, mint a római világbirodalom szimbólumát jelképei sorába. Aacheni palotájára felvitetett egy fém, feltehetőleg arany sast, mely IV. Henrik uralkodásáig még látható volt az épületen.
A sas ebben az időben nem egy államot reprezentált, hanem általában az államrendet, mivel a Német-római Birodalom nemzeteken átnyúló államalakulat volt. Az évszázadok alatt a sas, mint jelkép jelentése változáson ment át, és egyre inkább „Németország” fogalmával kötődött össze. A jelentés átalakulása során a sas feltöltődött a szabadság, végül pedig a német nemzet szimbólumának jelentéseivel. Az államiság kialakulásának folyamata alatt a sas szimbóluma egyre inkább Németországhoz kötődött, mivel a terület uralkodóinak – főleg császárainak – címerében folyamatosan megjelent ez a címerállat.

### A középkor
A 12. században a sas a címerek népszerűvé válásával heraldikai formát öltött és színeket kapott. A császári lobogó arany hátterében fekete sas képe jelent meg. A 14. századtól a karmokat és a csőrt pirossal ábrázolták. A német sas első heraldikai ábrázolása Barbarossa Frigyes idejéből maradt ránk, az 1172 és 1190-es évek közötti időszakból. Az első színes ábrázolás (arany mezőben fekete sas) IV. Ottó császár (1198–1218) idejéből származik.
IV. Ottó alatt kristályosodott ki a sas szimbólumának állami vonatkozása a német területeken. IV. Ottó személyes címere egy az angol és német címerekből összetett ábrázolás volt, azonban a változatlan sas jelkép maradt a tulajdonképpeni német birodalmi címer. Ez utóbbi vonatkozás egyre inkább kezdett felerősödni azzal, hogy a sasszimbólum két jelentési vonalon fejlődött tovább. A korabeli egyfejű sas mellett, mely a német királyi hatalmat és a birodalom német részeit testesítette meg, a 13. századtól, ill. a későbbi időszakokban (különösen Zsigmond császár 1401/2-es évekből való pecsétje óta) a kétfejű sas képe jelent meg a császárság hivatali szimbólumaként a nemzetek felett ívelő birodalom jelképeként. A német-római császárok ez után az időszak után a kétfejű sast használták, míg az egyfejű sas a német király szimbóluma maradt, akit azonban rendszerint később császárrá is választottak.
Az egyfejű sas egyidejűleg az aacheni koronázási hely városi címerállata lett.
A városok felemelkedésével a sasszimbólum további jelentésárnyalattal bővült: A szabadság és függetlenség szimbóluma lett. Számos birodalmi város szimbólumrendszerében megjelent a sas az uralkodó hercegi hatalom (és címer) ellentételezését jelképezve.
A német városok címereiben a mai napig jelentős szerepet kap a sas szimbóluma, köztük: Aachen, Dortmund, Duisburg, Essen, Goslar, Köln, Lübeck, Mühlhausen (Türingia), Nürnberg stb.
| A Német-római Birodalom címerei      | A Német-római Birodalom címerei              | A Német-római Birodalom címerei           | A Német-római Birodalom címerei                                                     | A Német-római Birodalom címerei                 |
| ------------------------------------ | -------------------------------------------- | ----------------------------------------- | ----------------------------------------------------------------------------------- | ----------------------------------------------- |
|                                      |                                              |                                           |                                                                                     |                                                 |
| IV. Ottó császári címere (1198–1218) | III. Barbarossa Frigyes német királyi címere | A Német-római Birodalom címere 1540 körül | A Német-római Birodalom címere a kétfejű sassal 1765-ből (II. József császár alatt) | A Német-római Birodalom címere 1804–1806 között |

### ANémet Szövetség(Deutscher Bund)
A Német-római Birodalom 1806-os felbomlásáig a Habsburg uralkodók a kétfejű sast használták címereikben eltérő ábrázolásokban, mely a Habsburgok kiterjedt birtokainak sokféleségéből eredt. II. Ferenc császár, sejtve a Német-római Birodalom végét, és az általa létrehozott Osztrák Császárság kiválását, a német-római területek címerébe foglalta a kétfejű sast, így próbálva a szimbólumok szintjén biztosítani egyenrangúságát Napóleon császárral, saját császári hatalmát jelképezve. Ebből az okból a Német-római Birodalom utolsó két éve alatt az osztrák kétfejű sas megjelent a német-római címerben is.
1815-ben alakult meg a Német Szövetség, melynek tagállamai nagyon óvták függetlenségüket, így nehéz volt egyezségre jutni az egységes címer kérdésében. Átmenetileg az osztrák kétfejű sas jelent meg a szövetség címerében, mely mellett az is szólt, hogy Ausztria (még) a Német Szövetség vezető hatalma volt. A kétfejű sast végül is 1848. március 9-én fogadták el a Német Szövetség címerállataként a német egységesítési törekvések időszakának lázában. Az 1848. november 12-én a frankfurti parlament ülésén kiegészítették a címert a tengerészet fekete-vörös-arany színeivel. A német forradalom bukásával a kétfejű sas ismét eltűnt az állami szimbólumok sorából.
| Címerek a Német Szövetség idejéből                                                      | Címerek a Német Szövetség idejéből       | Címerek a Német Szövetség idejéből        | Címerek a Német Szövetség idejéből |
| --------------------------------------------------------------------------------------- | ---------------------------------------- | ----------------------------------------- | ---------------------------------- |
|                                                                                         |                                          |                                           |                                    |
| Az Osztrák Császárság kétfejű sasa, mely példát adott a Német Szövetségnek (1815–1848). | A Német Szövetség címere a kettős sassal | A Német Birodalom címertervezete 1848-ból |                                    |

### ANémet Császárság
Az 1871-es bismarcki birodalomegyesítés során a kétfejű sas már nem került szóba, mivel az Ausztria-Magyarország címerében már benne volt. Vitán felül állt azonban, hogy az egységes Német Birodalom címerébe a sasnak kell kerülnie. Visszatért tehát az egyfejű sas. 1871. augusztus 3-án I. Vilmos császár parancsára törvényben rögzítették a birodalmi sast, mint a Német Birodalom szimbólumát.
A birodalmi sas a porosz és a Hohenzollern család címereinek számos elemét hordozta.
Fontos megemlíteni, hogy a császári háborús zászlóban, mely Reichskriegsflagge néven ismert, nem a birodalmi sas, hanem a porosz sas szerepel. Ezt a sast a császári koronázási jelképekkel ruházták fel.
| A Német Birodalom címerei 1871 és 1918 között | A Német Birodalom címerei 1871 és 1918 között | A Német Birodalom címerei 1871 és 1918 között | A Német Birodalom címerei 1871 és 1918 között |
| --------------------------------------------- | --------------------------------------------- | --------------------------------------------- | --------------------------------------------- |
|                                               |                                               |                                               | Reichsadler der wilhelminischen Epoche        |
| A császári birodalmi címer                    | 1871. április 27. – 1871 augusztusa között    | 1871. augusztus 3. – 1888 között              | 1888. december 6. – 1918 között               |

### AWeimari Köztársaság

A Német Birodalom birodalmi címer variánsa 1919 és 1935 között.

Friedrich Ebert birodalmi elnök 1919. november 11-én meghatározta a német címer republikánus, megjelenésében nem imperialista kinézetét, mely forma a mai napig érvényben van: Arany mezőben piros színekkel díszített fekete sas „zárt tollazattal”.
A vonatkozó előírás 1919. november 11-éről:
A birodalmi kormány döntése alapján ezúton tudatjuk, hogy a birodalmi címer egy aranysárga alapon fekete színű, egyfejű sast ábrázol, melynek feje jobbra néz. Szárnyai nyitva állnak, de tollazata zárt, csőre, nyelve, valamint karmai vörös színűek […]
A birodalmi elnöki címerben a sas kicsit másként jelenik meg, amit a fenti törvény is lehetővé tesz. Az első elnöki címert 1921. április 11-én vezették be. Feltehetőleg 1926 után a sas ábrázolása megváltozott, amennyiben egy-egy további külső toll került mindkét szárnyhoz.
| A birodalmi elnök standard címerei | A birodalmi elnök standard címerei | A birodalmi elnök standard címerei |
| ---------------------------------- | ---------------------------------- | ---------------------------------- |
|                                    |                                    |                                    |
| 1921–1926                          | 1926–1933                          | 1933–1935                          |

### Anemzetiszocializmusidőszaka

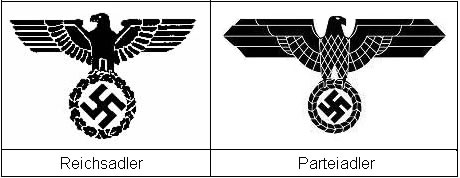
a bal oldalon a birodalmi sas a nemzetiszocialista uralom alatt,
a jobb oldalon az NSDAP pártszimbóluma.

A nemzetiszocialista időkben (1933–1945) a sas megjelenése a címerben megváltozott. Az Adolf Hitler által tervezett, a római légiók sasszimbólumán alapuló embléma, mely karmai közt egy koszorúba zárt horogkeresztet tart, az 1935-ös nürnbergi döntés után vált nemzeti jelképpé. Eddig az időpontig a korábbi birodalmi címert használták.
Paul von Hindenburg birodalmi elnök határozata alapján az NSDAP pártszimbólumát 1934. február 17-től a Wehrmacht is használta.
1935. november 5-én Hitler a következő határozatot hozta:
A párt és az állam egységének jelképekben való megjelenítésére az alábbi határozatot hozom:
1. cikkely: A birodalom felségének jelképeként a Nemzetiszocialista Német Munkáspárt jelképét használja.
2. cikkely: A Wehrmacht felségjelei változatlanok maradnak.
3. cikkely: A birodalmi címerre és birodalmi sasra vonatkozó 1919. november 11-i nyilatkozat […] semmis.
4. cikkely: A birodalmi belügyminiszter a Führer helyettesével való egyetértésben meghozza az 1. cikkelyben meghatározottak végrehajtásához szükséges előírásokat.
A nemzetiszocializmus ideje alatt a sas gyakran monumentálisan, harcias formában jelenig meg, ellentétben az egyszerűbb, republikánus változattal.
Megemlítendő, hogy a birodalmi sas, mint a Német Birodalom jelképe, fejét mindig jobbra fordítja. Az NSDAP pártszimbolikájában a sas feje azonban balra fordul. A Wehrmacht szimbólumrendszerében ettől eltérő szabályok érvényesültek.

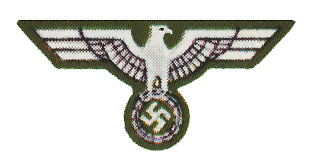
A Wehrmacht jelképrendszerében használt sas – melyet sapkákra tűztek – fejét balra fordítja.

Majdnem feledésbe merül a Birodalmi Hadügyminisztérium Wehrmacht-ügyekkel foglalkozó hivatalának (Wehrmachtsamt) vezetőjének 1936. április 9-i határozata, mely szerint: A birodalmi hadügyminiszter határozata szerint a Wehrmacht jelképrendszerében használt sas (Wehrmachtsadler) nem változik. A sas feje […] balra fordul, amennyiben nem áll fenn különösebb ok a fej irányának megfordítására […].

### ANémet Demokratikus Köztársaság
Az NDK-ban 1950 és 1990 között saját (körzős-kalapácsos) címert használtak, mely eltért a nyugaton használt német címertől. 1959-ben a címert hivatalosan felvették a Német Demokratikus Köztársaság lobogójába is.
| Az NDK címere           | Az NDK címere           | Az NDK címere           |
| ----------------------- | ----------------------- | ----------------------- |
|                         |                         |                         |
| Az NDK címere 1950–1953 | Az NDK címere 1953–1955 | Az NDK címere 1955–1990 |

### A Német Szövetségi Köztársaság
|                                          |                           |
| A szövetségi címer hivatalos használatra | A szövetségi elnök címere |

A német államiság újbóli megalakulásával a második világháború után a Német Szövetségi Köztársaság számára magától értetődő volt, hogy a Német Köztársaság címerét ismét visszaállítják méltó helyére. Theodor Heuss szövetségi elnök 1950. január 20-i döntésében úgy határozta meg a német címert, hogy annak megjelenése a Weimari Köztársaságban használt alapokon nyugodott, és amely az 1990-es német újraegyesülés után teljes Németország címerévé vált.
A hivatalos ábrázolások mellett, mint például a hivatali szövetségi zászlón (Bundesdienstflagge), vagy a szövetségi elnök címerében, számos stilizált változat is forgalomban van, mint például pénzérméken, vagy a Német Szövetségi Gyűlés (Bundestag) falán.

## Fordítás
Ez a szócikk részben vagy egészben  a   Bundeswappen Deutschlands című német Wikipédia-szócikk fordításán alapul.  Az eredeti cikk szerkesztőit annak laptörténete sorolja fel. Ez a jelzés csupán a megfogalmazás eredetét és a szerzői jogokat jelzi, nem szolgál a cikkben szereplő információk forrásmegjelöléseként.